# Фризер
Фризер или фризерка је стручњак за негу и обликовање косе и фризуре.

## Задаци
Фризери раде у фризерским салонима. Саветују своје клијенте и дају препоруке за прање косе и обликовање фризуре. Осим тога и продају производе за негу косе. Активности фризера укључују:
- прање
- шишање
- фарбање (коса, трепавице, обрва)